# Фердинанд фон Волкенщайн-Тростбург
Фердинанд фон Волкенщайн-Тростбург (на немски: Ferdinand von Wolkenstein-Trostburg; * 1573; † 15 юли 1599) е фрайхер на Волкенщайн-Тростбург в Южен Тирол в Австрия. Родът фон Волкенщайн е странична линия на господарите фон Филандерс.

## Произход
Той е вторият син (от 10 деца) на фрайхер Каспар фон Волкенщайн (1529 – 1605) и съпругата му Елизабет Ланг фон Веленбург. По-голям брат е на фрайхер Херанд фон Волкенщайн-Тростбург (* 1559). Сестра му Сидония фон Волкенщайн (* 1575) е омъжена за граф Йохан фон Траутзон.
Внук е на фрайхер Вилхелм II фон Волкенщайн-Тростбург (1509 – 1577) и първата му съпруга Анна Бьоч фон Цвингенберг († 1552/† ок. 1553). Потомък е Рандолд фон Филандерс († 1319) и Доротея фон Ротенбург, чиито деца се наричат фон Волкенщайн. Роднина е на поета, композитора, политика и дипломата Освалд фон Волкенщайн († 1445), син на Фридрих фон Волкенщайн († 1399/1401) и съпругата му Катарина фон Филандерс, наследничка ок. 1382 г. на Тростбург. Първи братовчед е на граф Кристоф Франц фон Волкенщайн-Тростбург (1567 – 1633).

## Фамилия
Фердинанд фон Волкенщайн-Тростбург се жени на 28 септември 1597 г. за Анна Мария фон Валдбург-Траухбург (* 3 декември 1581; † 13 януари 1606, Прага), дъщеря на фрайхер Кристоф фон Валдбург-Траухбург (1551 – 1612) и графиня Анна Мария фон Фюрстенберг-Хайлигенберг (1562 – 1611). Бракът е бездетен.
Вдовицата му Анна Мария фон Валдбург-Траухбург се омъжва втори път в Шеер на 28 април 1602 г. за фрайхер Йохан Якоб Бройнер цу Щюбинг (* 28 февруари 1566, Грац; † 11 септември 1606, Прага) и има с него осем деца.